# Direktoratet for strålevern og atomsikkerhet
Direktoratet for strålevern og atomsikkerhet är Norges strålskyddsmyndighet (motsvarar Strålsäkerhetsmyndigheten i Sverige). Dess uppgift är att övervaka naturlig och konstgjord strålning samt utöva tillsyn över radioaktiva källor. Myndigheten ligger under Helse- og omsorgsdepartementet och har omkring 100 anställda. Huvudkontoret ligger i Bærum och det finns avdelningar i Tromsø och Sør-Varanger. Myndigheten leds av Per Strand.